# 原孝男
原 孝男（はら たかお、1939年8月20日 - ）は、日本のプロゴルファー。
兄の原政雄もプロゴルファー。

## 来歴
1960年にプロ入りし、1964年の日本プロでは兄・政雄と並んでの6位タイに入り、1966年の関東オープンでは工藤幸裕を抑えて優勝。
1968年の日本プロでは島田幸作・鈴村照男・青木功に次ぐ4位に入り、1972年の中日クラウンズでは2日目に66をマークし、松井一敏・鈴村久・水野紀文と共に首位のテリー・ケンドール（ ニュージーランド）から4打差で続いた。
1976年の関東オープンでは尾崎将司・村上隆・青木功・小林富士夫・菊地勝司に次ぐと同時に山田健一・安田春雄・新井規矩雄と並んでの7位タイに入り、1979年のくずは国際では初日に石井裕士と共に67をマークして首位タイに立った。
シニア転向後の1989年にはミサワリゾートシニアで内田袈裟彦と並んでの10位タイ、第一生命カップで陳健忠（ 中華民国）と並んでの2位タイ、アーバネットシニアカップで陳健と共にジーン・リトラー（ アメリカ合衆国）、戸川一郎と並んでの9位タイに入った。

## 主な優勝
- 1966年 - 関東オープン